# Tony Pansell
Tony Anders Pansell, född 16 mars 1972 i Eksjö, Jönköpings län, är en svensk optiker, och professor vid Karolinska Institutet.
Tony Pansell utbildade sig till optiker som sin far och var den förste optikern i landet som doktorerade. Han har en förenad anställning som professor vid Karolinska Institutet och S:t Eriks ögonsjukhus i Stockholm. Han forskar om hjärnsynskador och hur synsinnet samverkar med balanssinnet. Arbetet rör bland annat yrsel, dubbelseende och suddigt seende. Han har i sin forskning upptäckt att barn som har CP behöver läsglasögon mycket oftare än de får.